# Kematen am Innbach
Kematen am Innbach är en ort och kommun i Österrike. Den ligger i distriktet Grieskirchen i förbundslandet Oberösterreich, 190 kilometer väster om huvudstaden Wien.
Kommunen består av 18 orter (Ortschaften) (inom parentes invånarantal 1 januari 2024):

- Breitwies (3)
- Bubendorf (86)
- Burghartsberg (13)
- Burgstall (22)
- Diesting (38)
- Gaubing (36)
- Grübl (68)
- Kematen am Innbach (637)
- Krottendorf (8)
- Moos (112)
- Oberdoppl (17)
- Oberholzing (26)
- See (159)
- Steinerkirchen am Innbach (66)
- Straß (26)
- Unterdoppl (13)
- Unterholzing (24)
- Wiesing (54)